# École de la Llotja
Pour l’article homonyme, voir Llotja.
L'École supérieure de design et d'art de Barcelone, communément appelé La Llotja (en catalan : Escola Superior de Disseny i Art « la Llotja » [ɫə ˈʎɔdʒə]), est une école d'art et de stylisme catalane basée à Barcelone. Le premier directeur fut le graveur valencien Pasqual Pere Moles i Corones, qui orienta l'école vers l'académisme promu par Anton Raphael Mengs.

## Origines
L'école fut fondée en 1775 par l'association des commerçants de Barcelone sous le nom d‘école gratuite de stylisme avec l'objectif d'en faire un centre de formation des arts appliqués en relation avec l’essor de l'industrie textile, de la soie et du coton, en relation avec les « indiens » — terme désignant les colons revenus d'Amériques. C'est notamment le cas de 1768 à 1787 où se développe la technique de l'impression et d'estampes sur textile : 

« ... pendant la décennie 1780, Barcelone avait la plus grande concentration en Europe d'activité manufacturière d'estampes indiennes »

— James Thompson.
Peu à peu, l'école s'orienta vers les arts plastiques. Son siège initial était situé à la loge de mer de Barcelone d'où elle tire son nom. Elle fut ensuite transférée rue d'Avignon, et se trouve maintenant rue de la Ville de Balaguer à Barcelone.
Les classes étaient totalement gratuites, et l'école offrait aux élèves le nécessaire de travail ainsi que des bourses d'études et des pensions données par l’académie. Ces conditions permirent à nombre d'entre eux de voyager à Madrid, Rome et Paris où ils purent copier les grands maîtres selon la pratique en vogue à cette époque. L'enseignement évolua vers les beaux arts et en 1778, l'école fut renommée école des arts nobles. En 1790, l'école ouvrit des annexes à Olot, Palma de Majorque, Tàrrega, Gérone, Saragosse et Jaca. Elle organisa sa première exposition en 1786 pour faire connaître le travail de ses meilleurs élèves. L'année suivante, une nouvelle exposition fut organisée, et on permit à des personnes externes à l'école de présenter leurs travaux. En 1817 ouvrit la section d'architecture.
L'école passa sous le contrôle de l'académie provinciale des beaux arts sous le nom d'école provinciale des beaux arts en 1850. Pau Milà i Fontanals, recteur de l'école en 1851 proposa un plan d’enseignement artistique incluant les arts industriels. Les disciplines de théorie et histoire des beaux arts industriels naquit en 1884 en tant que pendent à la théorie des beaux arts
De 1858 à 1885, la direction de l'école de la Llotja fut assurée par Claudi Lorenzale. Celui-ci, aidé par les théories de Pau Milà et influencés tous deux par Friedrich Overbeck introduisirent un idéalisme puriste et orientèrent l'école vers un enseignement plus conservateur avec des méthodes pédagogiques opposées aux académiciens. 

### XXesiècle

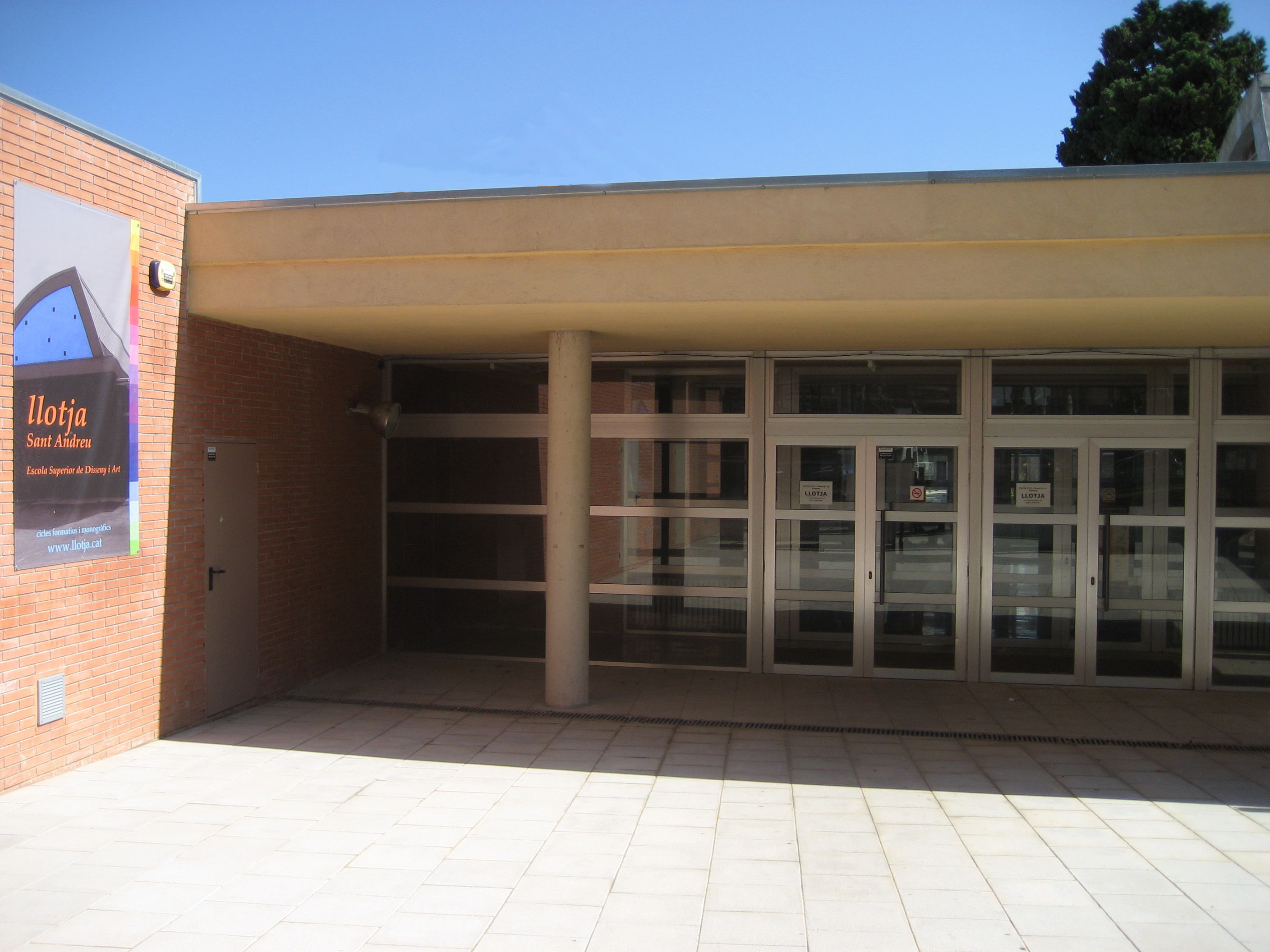
Au centre de Sant Andreu.

La réforme générale de 1900 transforma l'école en École supérieure d'Arts, d'industrie et des beaux arts. Elle coïncida avec un moment critique pour l'école : « les décrets de 1900 trouvèrent l'école de Barcelone dans une situation critique. Dotée de 24 chaires, certaines d'entre elles libres, l'école en avait 10 de vacantes et manquait de financements pour rénover le matériel et réformer les locaux, comme l'exigeaient les méthodes modernes et l'ouverture de classes telles que l'exigeaient ces décrets. »
Parmi les professeurs se trouve  José Ruiz y Blasco, le père de Pablo Picasso.
Le Noucentisme de Joaquim Folch voyait dans la Llotja une école et un enseignement obsolètes selon l'article qu'il publie dans La Veu de Catalunya. La députation créa un conseil de recherche pédagogique en 1913, qui généra un conflit avec l'école qui n'acceptait aucun type d'intervention extérieure, ni aucune des réformes proposées par le mouvement du noucentisme.
Àngel Ferrant professeur de sculpture de la loge en 1920 était parti un temps à Vienne avec une bourse pour l'étude du système éducatif artistique autrichien. Il présenta un plan d'étude inspiré de la Bauhaus, nommé Plan Ferrant « une des propositions les plus appropriées sur l’enseignement artistique produite en Catalogne et dans toute l'Espagne une perspective moderniste ». Malgré une acceptation générale de la part des élèves, la réforme ne fut pas menée à terme.
La configuration actuelle de l'école est le fruit de la séparation en 1940 de l'ancienne école de la Llotja entre l'école des arts appliqués et bureaux artistiques d'une part et l’école supérieure des beaux arts de Saint Jordi d'autre part. Cette dernière devint quelques années plus tard la facultés de beaux arts de l'université de Barcelone

En 1981 l'école passa sous l'administration de la Généralité de Catalogne. 

« ... l'évolution naturelle de la société impose, cycliquement, une remise à plat de tout le savoir et de toutes les techniques. Une école pensée dans la perspective du stylisme — en adéquation avec les produits et exigences de la société — doit produire, en plus de la domination des procédures techniques actuelles, une forte stimulation de la créativité, inhérent et exigible de toute production matérielle par la demande constante et croissante de la société »

— Arnau Puig

## Anciens élèves de l'école
Parmi les nombreux étudiants qui passèrent par cette école, l'on peut par exemple signaler : des peintres comme Pablo Picasso, Manuel Pallarès i Grau, Laurent Jiménez-Balaguer, Isidre Nonell, Marià Pidelaserra i Brias, Josep Guinovart, Luis Fraile, Modest Cuixart, Marià Fortuny, Joaquim Mir, Emília Coranty Llurià, Joan Hernández Pijuan, Luis Molné, Antoni Clavé, Alexis Hinsberger, Ernest Santasusagna i Santacreu ; des sculpteurs comme Ricard Guino i Boix,  Damià Campeny, Domènec Talarn, Agapit Vallmitjana i Abarca, Joan Rebull, Frederic Marès, Jaume Plensa ; des architectes comme Cèsar Martinell (es), Antoni Gaudí, Òscar Tusquets ; des illustrateurs comme Lola Anglada, Apel·les Mestres, Pere Tornè Esquius, Xavier Gosé, Eveli Torent, Sandra Uve ; des designer-stylistes comme Joan Busquets et Kima Guitart ; des dessinateurs industriels comme Gabriel Teixidó ; des graphistes comme Josep Artigues, ou des théoriciens comme Alexandre Cirici i Pellicer et Arnau Puig.